# 13 (álbum de Black Sabbath)
13 é o décimo nono e último álbum de estúdio da banda britânica de heavy metal Black Sabbath e o nono com Ozzy Osbourne na voz. Foi lançado a 10 de Junho de 2013 na Europa e a 11 de Junho de 2013 na América do Norte, via Vertigo Records e Republic Records nos EUA, e via Vertigo Records mundialmente. O álbum ficou disponível no iTunes a 3 de Junho de 2013. 13 é o primeiro álbum de estúdio do grupo desde Forbidden de 1995, e o primeiro com a formação original (com exceção do baterista Bill Ward) desde Reunion (1998), que contém duas faixas novas de estúdio. É também o primeiro álbum de estúdio com Osbourne desde Never Say Die! (1978), e com Geezer Butler desde Cross Purposes (1994). É também o primeiro de Black Sabbath desde Never Say Die! em que não participa o tecladista Geoff Nicholls, e o primeiro da Vertigo (fora dos EUA e Canadá) desde The Eternal Idol (1987).
A formação inicial de Black Sabbath começou a trabalhar num novo álbum de estúdio com o produtor Rick Rubin. A produção foi adiada porque Osbourne estava a meio de acabar o seu álbum solo Down to Earth, e os outros membros da banda acabaram eventualmente por ir participar noutros projectos, incluindo GZR e Heaven & Hell. O novo trabalho foi anunciado em novembro 2011, quando a banda informou que estava de novo reunida. 13 começou a ser gravado em agosto de 2012 com Rubin em Los Angeles. Para as gravações, o baterista Brad Wilk (Rage Against the Machine e ex-Audioslave), juntou-se com Ozzy Osbourne, Geezer Butler e Tony Iommi, depois do cofundador Bill Ward ter decidido não participar no álbum, devido a uma "disputa contratual".
13 recebeu boas criticas no geral. No Metacritic tem a pontuação de 72/100, baseada em 32 análises. Na semana de estreia, vendeu 155 mil cópias nos Estados Unidos e atingiu a liderança da tabela musical Billboard 200. Também alcançou o #1 na tabela de vendas do Reino Unido durante a primeira semana de vendas, sendo o primeiro álbum da banda a chegar ao topo desde Paranoid (1970).

## Recepção
O primeiro single do disco, "God Is Dead?", rendeu ao Black Sabbath seu segundo premio no Grammy Award na categoria "Melhor Performance de Metal" em 2014. O single foi lançado em 19 de abril de 2013.
| Críticas profissionais | Críticas profissionais |
| Pontuações agregadas   | Pontuações agregadas   |
| Fonte                  | Avaliação              |
| ---------------------- | ---------------------- |
| Metacritic             | 72/100                 |
| Avaliações da crítica  |                        |
| Fonte                  | Avaliação              |
| AllMusic               | [ 12 ]                 |
| Consequence of Sound   | [ 2 ]                  |
| Drowned in Sound       | 7/10                   |
| Entertainment Weekly   | B−                     |
| The Guardian           | [ 15 ]                 |
| Metal Hammer           | 9/10                   |
| NME                    | 7/10                   |
| Pitchfork Media        | 7/10                   |
| Rolling Stone          | [ 19 ]                 |
| Slant Magazine         | [ 20 ]                 |

## Faixas
Todas as letras escritas por Butler, exceto "Methademic" por Osbourne. Músicas compostas por Black Sabbath.
| N.º            | Título                 | Duração |  |
| 1.             | "End of the Beginning" | 8:07    |  |
| 2.             | "God Is Dead?"         | 8:55    |  |
| 3.             | "Loner"                | 5:00    |  |
| 4.             | "Zeitgeist"            | 4:37    |  |
| 5.             | "Age of Reason"        | 7:00    |  |
| 6.             | "Live Forever"         | 4:46    |  |
| 7.             | "Damaged Soul"         | 7:51    |  |
| 8.             | "Dear Father"          | 7:20    |  |
| Duração total: | Duração total:         | 53:15   |  |

| Faixa bônus da versão de luxo |                 |         |  |
| N.º                           | Título          | Duração |  |
| 9.                            | "Methademic"    | 5:57    |  |
| 10.                           | "Peace of Mind" | 3:40    |  |
| 11.                           | "Pariah"        | 5:34    |  |

| Faixa bônus Spotify |                                        |         |  |
| N.º                 | Título                                 | Duração |  |
| 9.                  | "Methademic"                           | 5:57    |  |
| 10.                 | "Peace of Mind"                        | 3:40    |  |
| 11.                 | "Pariah"                               | 5:34    |  |
| 12.                 | "Dirty Women" (Live in Australia 2013) | 7:21    |  |

| Faixa bônus da versão Japanese / Saturn Special Exklusiv-Edition |                    |         |  |
| N.º                                                              | Título             | Duração |  |
| 9.                                                               | "Naïveté in Black" | 3:50    |  |

| Faixa bônus da versão Best Buy / Saturn Exklusiv-Edition Deluxe |                                  |         |  |
| N.º                                                             | Título                           | Duração |  |
| 9.                                                              | "Methademic"                     | 5:57    |  |
| 10.                                                             | "Peace of Mind"                  | 3:40    |  |
| 11.                                                             | "Pariah"                         | 5:34    |  |
| 12.                                                             | "Naiveté In Black (Bonus track)" | 3:51    |  |
| Duração total:                                                  | Duração total:                   | 67:14   |  |

## Tabelas musicais
| Paradas (2013)                        | Melhor posição |
| ------------------------------------- | -------------- |
| Austrália (ARIA)                      | 4              |
| Áustria (Ö3 Austria Top 40)           | 2              |
| Bélgica (Ultratop Flandres)           | 4              |
| Bélgica (Ultratop Valônia)            | 6              |
| Canadá (Billboard)                    | 1              |
| Dinamarca (Hitlisten)                 | 1              |
| Países Baixos (Dutch Charts)          | 10             |
| Finlândia (Suomen virallinen lista)   | 2              |
| França (SNEP)                         | 15             |
| Alemanha (Offizielle Deutsche Charts) | 1              |
| Grécia (IFPI)                         | 3              |
| Hungria (MAHASZ)                      | 2              |
| Irlanda (IRMA)                        | 5              |
| Itália (FIMI)                         | 6              |
| Nova Zelândia (RMNZ)                  | 1              |
| Noruega (VG-lista)                    | 1              |
| Polónia (ZPAV)                        | 4              |
| Portugal (AFP)                        | 9              |
| Espanha (PROMUSICAE)                  | 4              |
| Suécia (Sverigetopplistan)            | 1              |
| Suíça (Schweizer Hitparade)           | 1              |
| Reino Unido (UK Albums Chart)         | 1              |
| Estados Unidos (Billboard 200)        | 1              |

| Parada musical (2013)           | Posição |
| ------------------------------- | ------- |
| Austrian Albums Chart           | 40      |
| Belgian Albums Chart (Flanders) | 102     |
| Belgian Albums Chart (Wallonia) | 109     |
| Canadian Albums Chart           | 30      |
| Danish Albums Chart             | 41      |
| German Albums Chart             | 18      |
| Hungarian Albums Chart          | 92      |
| Swedish Albums Chart            | 27      |
| Swiss Albums Chart              | 27      |
| US Billboard 200                | 86      |
| US Rock Albums                  | 18      |
| US Hard Rock Albums             | 2       |

## Certificações
| País        | Certificação | Vendas  |
| ----------- | ------------ | ------- |
| Áustria     | Ouro         | 7,500   |
| Brasil      | Platina      | 40,000  |
| Canadá      | Platina      | 80,000  |
| Alemanha    | Ouro         | 100,000 |
| Polônia     | Platina      | 20,000  |
| Reino Unido | Ouro         | 100,000 |

## Créditos
Black Sabbath
- Ozzy Osbourne – vocal e harmônica em Damaged Soul
- Tony Iommi – guitarra
- Geezer Butler – baixo

Músicos adicionais
- Brad Wilk – bateria

Produção
- Rick Rubin – produtor
- Greg Fidelman – engenheiro de áudio
- Mike Exeter – engenheiro adicional
- Dana Nielsen – engenheiro adicional
- Andrew Scheps – mixagem
- Stephen Marcussen – masterização
- Stewart Whitmore – masterização